# Strait of Georgia
Strait of Georgia je 240 km dlouhý průliv mezi ostrovem Vancouver, nedalekým souostrovím Gulf Islands a pobřežím kanadské provincie Britská Kolumbie. Jižní konec průlivu přechází do Pugetoa zálivu a na západě do úžiny Juana de Fucy. V Richmondu do průlivu ústí řeka Fraser. Severní konec úžiny je spojen s průlivem Johnstone Strait.
V průlivu leží několik ostrovů, mezi největší patří Texada Island a Lasqueti Island. Strait of Georgia je díky přístavu Port of Vancouver též důležitým dopravním kanálem na západním pobřeží Severní Ameriky. Státní společnost BC Ferries zde provozuje několik trajektů pro přepravu osob i zboží. Dva nejvytíženější trajekty jezdí na trasách Tsawwassen – Swartz Bay a Horseshoe Bay – Nanaimo.
Zatímco původní indiánské obyvatelstvo osídlilo oblast v okolí úžiny už před tisíci let, pro Evropany ji objevil teprve v roce 1791 španělský mořeplavec José María Narváez. Záliv pojmenoval po své pětileté expedici kapitán George Vancouver v roce 1792.
Na západním pobřeží průlivu leží města Comox, Qualicum Beach, Courtenay, Nanaimo, Parksville a Lantzville. Na východním břehu to jsou Powell River, Sechelt, Gibson a celý regionální okres Metro Vancouver. Na východním břehu za státní hranicí ve Spojených státech leží město Bellingham a jiná menší sídla.

## Umělé útesy
Úžina Strait of Georgia je též známa jako vynikající místo na hloubkové potápění. Na jejím dně leží sedm lodí (jedna rybářská a šest bitevních lodí Kanadského královského námořnictva) a jeden Boeing 737, které tam jako umělé útesy po jejich vyřazení z provozu potopilo občanské sdružení Artificial Reef Society of British Columbia.

## Návrhy na propojení ostrova Vancouver s pevninou
Už mnoho let je připomínán kontroverzní návrh na postavení mostu přes Strait of Georgia, který by spojil Metro Vancouver s ostrovem Vancouver a nahradil tak přepravu trajekty. Některé projekty na propojení ostrova s pevninou navrhují postavit ponořený tunel, který by lodní dopravě umožnil nerušený pohyb. Stavba klasického tunelu by byla ekonomicky nevýhodná, například délka tunelu by musela být až 50 kilometrů a během výstavby by byly jeho stěny namáhány obrovským tlakem.
Zastánci stavby mostu argumentují tím, že pevné spojení ostrova s pevninou by zvýšilo turistický ruch a urychlilo ekonomický růst na ostrově. Odpůrci tvrdí, že stavba mostu by vedla k nárůstu turistiky a výstavby na ostrově a tak měla negativní dopad na jeho životní prostředí.
Problémy, se kterými by se při případné výstavbě muselo počítat:
- Šířka a hloubka průlivu – délka přemostění by musela být až 26 km, hloubka dosahuje 365 metrů
- Nestabilní podloží mořského dna – hluboké, jemné sedimenty jsou uloženy až do hloubky 450 metrů
- Extrémně velké vlny – až do výšky čtyř metrů, během přílivu i šestimetrové s rychlostí dvou uzlů
- Rychlost větru během bouřek – vítr v oblasti může dosáhnout rychlost 115 km/h s nárazy 180 km/h
- Zvýšený výskyt seismické aktivity – od roku 1909 do současnosti bylo v oblasti 13 velkých zemětřesení, nejvyšší mělo magnitudu 7,3 stupně Richterovy stupnice
- Nestabilní svah na východním břehu – v budoucnosti by mohlo dojít ke vzniku podmořských sesuvů půdy
- Lodní doprava – průliv je rušným dopravním kanálem
- Ochrana mostu před nárazem lodě – plovoucí most by nemusel vydržet srážku s tankerem

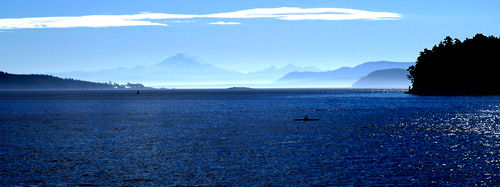
Strait of Georgia